# Festival FILMAR en América Latina
 (février 2024).
Il peut être nécessaire de l'améliorer pour respecter le principe de neutralité de point de vue. Veuillez consulter la page de discussion pour plus de détails.

 (février 2024).
 (février 2024).
Si vous disposez d'ouvrages ou d'articles de référence ou si vous connaissez des sites web de qualité traitant du thème abordé ici, merci de compléter l'article en donnant les références utiles à sa vérifiabilité et en les liant à la section « Notes et références ».
 (février 2024).
La mise en forme du texte ne suit pas les recommandations de Wikipédia : il faut le « wikifier ».
Les points d'amélioration suivants sont les cas les plus fréquents. Le détail des points à revoir est peut-être précisé sur la page de discussion.
- Les titres sont pré-formatés par le logiciel. Ils ne sont ni en capitales, ni en gras.
- Le texte ne doit pas être écrit en capitales (les noms de famille non plus), ni en gras, ni en italique, ni en « petit »…
- Le gras n'est utilisé que pour surligner le titre de l'article dans l'introduction, une seule fois.
- L'italique est rarement utilisé : mots en langue étrangère, titres d'œuvres, noms de bateaux, etc.
- Les citations ne sont pas en italique mais en corps de texte normal. Elles sont entourées par des guillemets français : « et ».
- Les listes à puces sont à éviter, des paragraphes rédigés étant largement préférés. Les tableaux sont à réserver à la présentation de données structurées (résultats, etc.).
- Les appels de note de bas de page (petits chiffres en exposant, introduits par l'outil «  Source ») sont à placer entre la fin de phrase et le point final[comme ça].
- Les liens internes (vers d'autres articles de Wikipédia) sont à choisir avec parcimonie. Créez des liens vers des articles approfondissant le sujet. Les termes génériques sans rapport avec le sujet sont à éviter, ainsi que les répétitions de liens vers un même terme.
- Les liens externes sont à placer uniquement dans une section « Liens externes », à la fin de l'article. Ces liens sont à choisir avec parcimonie suivant les règles définies. Si un lien sert de source à l'article, son insertion dans le texte est à faire par les notes de bas de page.
- La présentation des références doit suivre les conventions bibliographiques. Il est recommandé d'utiliser les modèles {{Ouvrage}}, {{Chapitre}}, {{Article}}, {{Lien web}} et/ou {{Bibliographie}}. Le mode d'édition visuel peut mettre en forme automatiquement les références.
- Insérer une infobox (cadre d'informations à droite) n'est pas obligatoire pour parachever la mise en page.

Pour une aide détaillée, merci de consulter Aide:Wikification.
Si vous pensez que ces points ont été résolus, vous pouvez retirer ce bandeau et améliorer la mise en forme d'un autre article.
FILMAR en América Latina est un festival consacré au cinéma et aux cultures latino-américains en Suisse
Fondé en 1999, le Festival FILMAR en América Latina est un festival de films indépendants d’Amérique latine qui se déroule chaque automne dans la ville Suisse de Genève.

## Programme
La programmation du Festival est divisée en plusieurs sections.

### Films en compétition
- FOCUS SUD regroupe des films latino-américains récents en compétition pour le Prix du public
- OPERA PRIMA  rassemble les premières œuvres de réalisateurs en compétition pour le Prix du Jury des jeunes

### Hors compétition
- REGARDS ACTUELS réunit de nouvelles propositions esthétiques
- AU FRONT présente des fictions et documentaires militants
- HISTORIAS QUEER regroupe des fictions et documentaires autour de thématiques LGBTQIA+
- FILMARcito est la section dédiée au jeune public

## Histoire
En 1985, un groupe d’étudiants de l’Institut universitaire des études en développement (IUED) organise un cinéclub qui se concentre sur les cinémas des Suds. Les membres de ce cinéclub vont former l'Association Cinéma des Trois Mondes dont la mission est de diffuser des films récents d’Amérique latine, d’Asie et d’Afrique.
	En 1999, l'association se concentre sur le cinéma d’Amérique latine et fonde le premier festival de cinéma latino-américain de Suisse, FILMAR en América Latina.
	En 1999 et 2021, l'Association Cinéma des Trois Mondes est présidée par le diplomate Jean-Pierre Gontard. Depuis 2017, la réalisatrice suisse et chilienne Vania Aillon est à la direction du festival.
	En 2020, alors que la pandémie de Covid-19 oblige plusieurs festivals à annuler leurs éditions, le festival propose une édition en ligne. La programmation a été rendue accessible via la plateforme de streaming filmingo.

## Prix
Le Prix du public est attribué par les spectateurs du Festival à un des films de la section FOCUS SUD.
Le Prix du Jury des jeunes est décerné par un groupe d'élèves des collèges genevois à un film de la section OPERA PRIMA.

## Palmarès

### Prix du public – FOCUS SUD
| Année | Titre du film                         | Réalisateur                              | Pays      |
| ----- | ------------------------------------- | ---------------------------------------- | --------- |
| 2023  | Diógenes                              | Leonardo Barbuy                          | Pérou     |
| 2022  | Un lugar llamado dignidad             | Matías Rojas Valencia                    | Chili     |
| 2021  | A media voz                           | Heidi Hassan et Patricia Pérez Fernández | Cuba      |
| 2020  | Los lobos                             | Samuel Kishi Leopo                       | Mexique   |
| 2019  | La Llorona                            | Jayro Bustamante                         | Guatemala |
| 2018  | Un traductor                          | Rodrigo & Sebastián Barriuso             | Cuba      |
| 2017  | Jericó, el infinito vuelo de los dias | Catalina Mesa                            | Colombie  |
| 2016  | El mundo de Carolina                  | Mariana Viñoles                          | Uruguay   |
| 2015  | Tus padres volverán                   | Pablo Martínez Pessi                     | Uruguay   |
| 2014  | La muerte de Jaime Roldós             | Manolo Sarmiento et Lisandra Rivera      | Équateur  |

### Prix du Jury des jeunes – OPERA PRIMA
| Année | Titre du film          | Réalisateur                | Pays      |
| ----- | ---------------------- | -------------------------- | --------- |
| 2023  | Autoerótica            | Andrea Hoyos               | Pérou     |
| 2022  | Amparo                 | Simón Mesa Soto            | Colombie  |
| 2021  | Nuestra libertad       | Celina Escher              | Salvador  |
| 2020  | El alma quiere volar   | Diana Montenegro           | Colombie  |
| 2019  | Los días de la ballena | Catalina Arroyave Restrepo | Colombie  |
| 2018  | Retablo                | Alvaro Delgado-Aparicio L. | Pérou     |
| 2017  | Mala Junta             | Claudia Huaiquimilla       | Chili     |
| 2016  | Camino a la Paz        | Francisco Varone           | Argentine |
| 2015  | Guaraní                | Luis Zorraquín             | Paraguay  |
| 2014  | Quebranto              | Roberto Fiesco             | Mexique   |

### Articles
- LM RTS, « Le festival Filmar dédié au cinéma d'Amérique latine fête ses vingt-cinq ans », RTS,‎ 17 novembre 2023 (lire en ligne )

- Noémie Baume, « Festival FILMAR en América Latina », Ciné-Feuilles, no 913,‎ 13 décembre 2023 (lire en ligne )

- Stéphane Gobbo, « Le cinéma d'Amérique latine et du Sud de retour à Genève », Le Temps,‎ 4 novembre 2021 (lire en ligne )

- Stéphane Gobbo, « Une vitrine numérique pour le cinéma latino », Le Temps,‎ 20 novembre 2020 (lire en ligne )
- (es) Francisco Puñal Suárez, « El 25º Festival Filmar en América Latina premia a dos cintas peruanas », Mundiario,‎ 27 novembre 2023 (lire en ligne )

- Michel Thorimbert, « L'Amérique latine se dévoile au FILMAR festival », Lémanbleu TV,‎ 17 novembre 2023 (lire en ligne )